# Buniewice
Buniewice [buɲɛˈvit͡sɛ] (tiếng Đức: Bünnewitz) là một ngôi làng thuộc khu hành chính của Gmina Kamień Pomorski, thuộc quận Kamień, West Pomeranian Voivodeship, ở phía tây bắc Ba Lan. Nó nằm khoảng 5 kilômét (3 mi) phía tây Kamień Pomorski và 63 km (39 mi) phía bắc thủ đô khu vực Szczecin.
Ngôi làng có dân số xấp xỉ 300 người.